# Tom Tjaarda
Stevens Thompson Tjaarda van Starkenberg (Detroit, Míchigan; 23 de julio de 1934 - Turín, Italia; 1 de junio de 2017), más conocido como Tom Tjaarda, fue un diseñador de automóviles estadounidense de origen neerlandés. Tom era hijo del diseñador de automóviles neerlandés-estadounidense Joop van Tjaarda Starkenberg (1897-1962), más conocido como John Tjaarda al llegar a Estados Unidos en 1923. Dentro de sus creaciones estaban el Lincoln Zephyr de la década de 1930.

## Vida y educación
Los padres de Tom se divorciaron en 1939 y vivió con su madre en Detroit. Tom estudió en el Birmingham High School (Birmingham, Michigan, EE. UU.), renombrado en 1953 como Seaholm High School. Estudió Arquitectura en la Universidad de Míchigan, y un profesor de diseño industrial dio a Tom la asignación de la construcción de un modelo a escala de una camioneta deportiva. Al ver su proyecto terminado, el profesor quedó muy satisfecho y lo mostró a su amigo, Luigi Segre (que era el jefe de Carrozzeria Ghia de Turín, Italia). Tras esto, Segre inmediatamente ofreció un trabajo a Tjaarda.

## Carrera

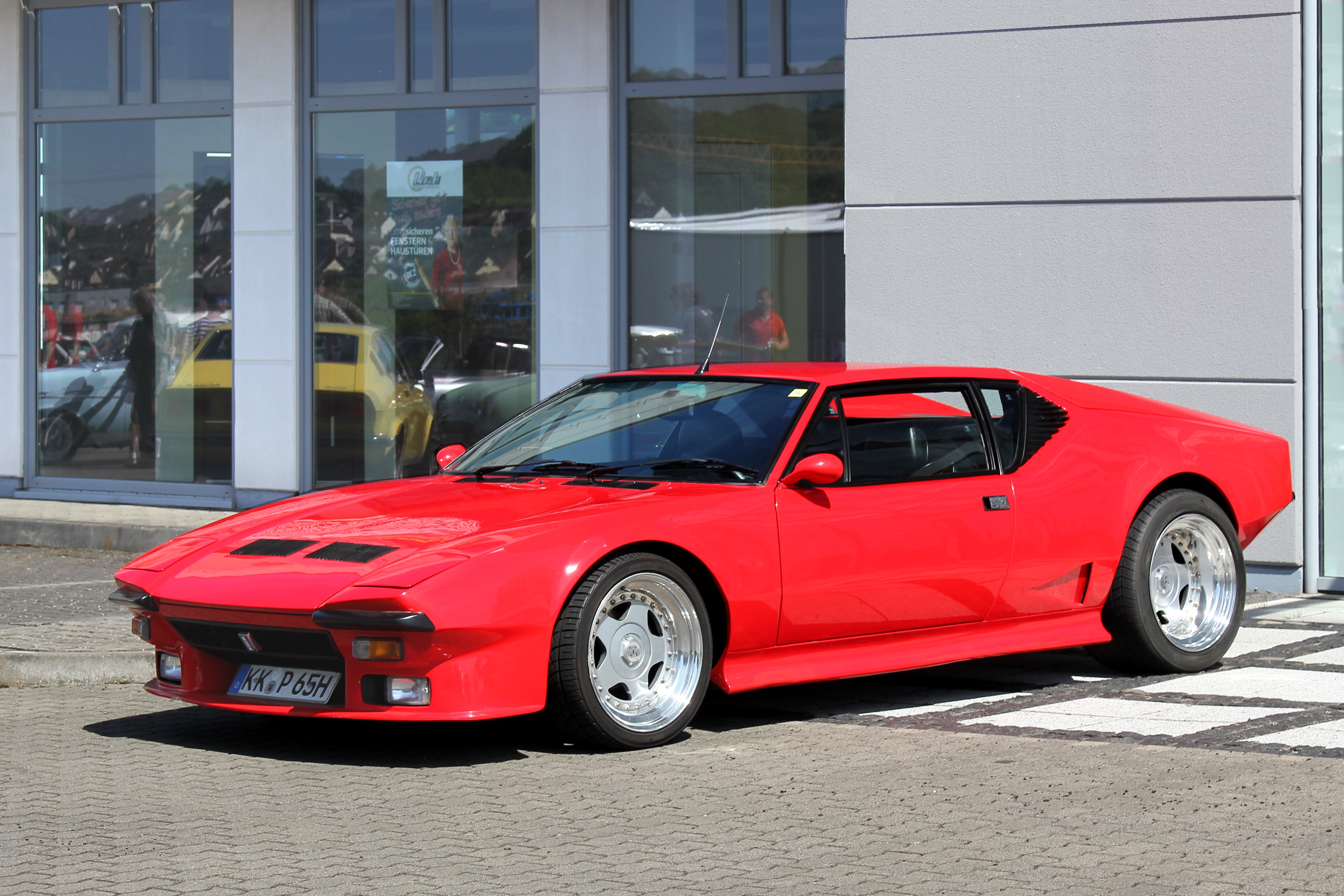
De Tomaso Pantera

Después de mudarse a Turín, en los siguientes dos años, Tjaarda diseñó varios coches de producción, prototipos y autos de exhibición. Después de pasar un año trabajando en la ciudad de Turín en 1961, Tjaarda fue contratado posteriormente por la afamada empresa diseño Pininfarina. Aquí diseño varios automóviles de producción y prototipos, incluidos dos Ferrari, el Fiat 124 Spider, un Lancia, un Mercedes Benz y el Corvette Rondine.
En 1965, Tom fue contratado por el OSI-Fergat, donde participó en la producción de estampados y las ruedas del automóvil. Cuando Giorgetto Giugiaro dejó Carrozzeria Ghia en 1967, Tom pronto se encontró de nuevo con su antiguo empleador, ahora como jefe de diseño. En los ocho años siguientes, Tom fue la fuerza detrás de numerosos diseños memorables para Ghia, incluyendo dos de sus más famosos, el elegante De Tomaso Pantera con motor central y el automóvil económico Ford Fiesta.
A mediados de la década de 1970, Tom había llamado la atención de los ejecutivos de Fiat. En 1977, la mayor constructora de automóviles de Italia lo contrató para dirigir su Estudio de Diseño Avanzado. Aquí, supervisó las propuestas del Tipo 4, el Lancia Thema, Fiat Croma, y otros.
Rayton Fissore se convirtió en su nuevo hogar en 1980. Además de trabajar con Chrysler en Detroit y Citroën de Francia, Tom puso su sello en el off-road, en 1985 con el Magnum Rayton Fissore 4x4, un vehículo que se mantuvo en producción hasta entrada la década de 1990. Este vehículo fue la primera camioneta tipo SUV.
A mediados de la década de 1980, Tom se fue de Rayton Fissore y formó su propia compañía, Dimensione Design, ahora conocido como Tjaarda Design. Utilizó talentos de Turín, sub-contratistas, etc. Tjaarda Design ha sido capaz de ofrecer a los fabricantes una alternativa inteligente y rentable en el estudio y la producción de ideas de diseño, prototipos y coches de producción.

## Tjaarda Design
Localizado en el corazón de Turín, capital de la industria del diseño en Italia, Tjaarda Design fue formado originalmente en 1985 bajo el nombre de Dimensione Design. Desde su creación, la empresa ha trabajado con algunos de los nombres más famosos y respetados del mundo del automóvil, de todos los sectores del mercado. Se incluyen los grandes fabricantes, tales como Chrysler, Saab y Fiat Iveco. Sus clientes de nicho incluyen Aston Martin, Bugatti y Bitter. Han hecho estudios Off-road/Sport-ute para LaForza y Sermac, mientras que otros clientes han oscilado entre America’s ASC Incorporated y PPG Zastava y Piaggio. A todos se les dieron soluciones oportunas y rentables para su mercado objetivo y de diseño.
¿Cómo Tjaarda Design es capaz de lograr esto, cuando los costos de producción parecen en espiral yendo al alza? Simple, Tom Tjaarda ha mantenido durante mucho tiempo que un grupo muy unido de talentosos diseñadores y artesanos mejor manera de servir a la comunidad mundial del automóvil, lo que muestra una "clara y directa" actitud similar a la que hoy se encuentran en numerosas entidades corporativas de América en esta era de reducción de las estructuras corporativas. 
Este enfoque permite a Tjaarda Disegn responder rápidamente a los mercados que experimentan cambios o que se están abriendo y se desarrollan a un ritmo rápido. Además, para los mercados maduros como Norteamérica, Europa y Japón, los estudios y la producción de automóviles de alto rendimiento, sport-utes y otros vehículos de nicho se han mantenido en una realidad rentable en Tjaarda Design. 
En el centro de la empresa está el propio Tom Tjaarda. La riqueza de conocimientos que ha acumulado durante los períodos de auge y recesión del ciclo económico en las últimas cuatro décadas le ha permitido sobrevivir y prosperar en todos los climas de negocios por ser especialmente sensible a las necesidades de un fabricante individual y las necesidades. 
La larga experiencia de Tjaarda en Turín también ha dado lugar a una estrecha asociación con varios subcontratistas seleccionados a mano que comprenden los plazos de fabricación y los presupuestos. Esto permite a Tjaarda Design a actuar incisivamente como caja de resonancia para los estudios de diseño, desarrollo y modelos a escala 1:1, diseñar y construir prototipos en funcionamiento, o supervisar la producción de producción limitada y el nicho de vehículos.

## Vehículos diseñados
- 1959: Ghia Selene I (con Sergio Sartorelli)
- 1960: Innocenti 950 S Ghia Spider
- 1960: (Innocenti) Ghia IXG Dragster
- 1960: Renault Dauphine Ghia Coupé
- 1960: Volkswagen Karmann Ghia 1500 (type 34) Coupé (diseño completo de Sergio Sartorelli)
- 1961: Ferbedo Automobilina pedal car (Ghia)
- 1961: Ghia Cart
- 1961: Innocenti 1100 Ghia Coupé
- 1962: Chevrolet Corvair Pininfarina Coupé (I)
- 1963: Chevrolet Corvette Rondine Pininfarina Coupé (I)
- 1963: Fiat 2300 Pininfarina
- 1963: Lancia Flaminia 2.8 Pininfarina Coupé Speciale
- 1964: Chevrolet Corvette Rondine Pininfarina Coupé (II)
- 1964: Ferrari 330 GT 2+2 Pininfarina series 1
- 1964: Mercedes 230 SL Pininfarina Coupé
- 1965: Fiat 124 Spider Pininfarina
- 1966: Ferrari 365 GT California
- 1968: Chevrolet Checker Berlina (con Giorgetto Giugiaro)
- 1968: Serenissima Coupé (Ghia)
- 1969: De Tomaso Mustela (I) (Ghia)
- 1969: Isuzu Bellett MX1600 GT (Ghia)
- 1969: Lancia Flamina Marica (Ghia)
- 1969: Lancia Fulvia 1600 HF Competizione (Ghia)
- 1970: De Tomaso Deauville (Ghia)
- 1970: De Tomaso Pantera Ghia
- 1970: (Lancia Flavia) Giacobbi Sinthesis 2000
- 1971: All-Cars AutoZodiaco Damaca
- 1971: De Tomaso 1600 (Ghia) Spider
- 1971: De Tomaso Zonda (Ghia)
- 1971: Isuzu Bellett SportsWagon (Ghia)
- 1972: De Tomaso Longchamp
- 1972: De Tomaso Pantera L (Ghia)
- 1972: De Tomaso Pantera 290 (Ghia)
- 1972: De Tomaso Pantera GT4 (Ghia)
- 1972: Ford Fiesta (Ghia, Project "Wolf")
- 1973: De Tomaso/Ford Pantera 7X (Ghia)
- 1973: De Tomaso Monttella 1/1 197X
- 1973: Ford Mustela (II) (Ghia)
- 1974: Ford Ghia Coins
- 1974: Ford Maverick
- 1978: Seat Fura
- 1979: Fiat Brazil
- 1979: Ford Mustang II Proposals (Ghia) (diferentes versiones)
- 1979: Zastava (facelifts de antiguos modelos Fiat en Yugoslavia)
- 1980: De Tomaso Longchamp Cabrio
- 1981: SEAT Ronda
- 1982: Chrysler LeBaron
- 1982: Chrysler Imperial
- 1983: Rayton-Fissore Taxi Torino
- 1985: Chrysler Jeep (Interior)
- 1985: Rayton-Fissore Magnum 4x4
- 1989: Aston Martin Lagonda Coupé
- 1988: PPG 4x4 (USA)
- 1989: Laforza Magnum 4x4
- 1989: Zastava Vehículo utility
- 1991: Bitter Tasco
- 1992: Suzuki Coupé (para Bugatti)
- 1993: Fiat Iveco Truck Interior
- 1995: Lamborghini Diablo (interior)
- 1998: Isotta-Fraschini T8 Coupé
- 1998: Isotta-Fraschini T12 Coupé
- 2000: Qvale Mangusta (II)
- 2001: Laforza PSV (II) (Corta producción)
- 2002: Spyker GT Sport
- 2003: Fiat Barchetta (reestilización)
- 2006: Shelby Series 2